# 二苯胍
二苯胍是一种化学式为C13H13N3的有机化合物，由奥古斯特·威廉·冯·霍夫曼于1874年发现。它可由苯胺与氯化氰反应得到。
二苯胍可用于橡胶硫化。由于它催化硫化的速度慢，通常不单独使用，而是与其它催化剂搭配使用，使硫化速度更快、交叉链接更多。二苯胍在135 °C下活跃。